# Benda Gyula
Benda Gyula (Budapest, 1943. augusztus 24. – Budapest, 2005. augusztus 17.) magyar történész.

## Élete
Édesapja Benda Kálmán történész, anyja Szabó Mária matematika-fizika szakos gimnáziumi tanárnő. Középiskoláit az Apáczai Csere János Gimnáziumban végezte 1957 és 1961 között. Ezután az Eötvös Loránd Tudományegyetem történelem-magyar szakára vették fel. Miután 1966-ban diplomát szerzett, egy szemesztert töltött a Strasbourgi Egyetemen.
Ezt követően egy évig a KSH könyvtára Történeti Statisztikai Kutatócsoportjának volt tudományos munkatársa (1967–1968), majd három évre ismét visszatért Strasbourg-ba az egyetemre, de most már mint magyar nyelvi lektor. Hazatérte után a KSH-ban 1975-ig történeti statisztikával, majd miután átkerült a KSH Társadalomstatisztikai Főosztályára osztályvezetőnek, szegénységgel és ifjúságstatisztikával foglalkozott. 
1977-ben Hamburger Mihállyal közösen írt A Marx a negyedik évtizedben című szamizdat antológiába, amelyben a szerzők arra a kérdésekre keresték a választ, hogy szerintük mi a marxizmus, és mi a viszonyuk hozzá. A Kovács András szerkesztette kötetet 1978-ban ismertette a Szabad Európa Rádió, emiatt a szerzőket támadások érték. Bár Benda Gyulának ekkor még nem lett bántódása, a Társadalomstatisztikai Főosztályt feloszlatták, ő pedig  átkerült a Népességtudományi Kutatóintézetbe, osztályvezetőnek. Azonban egy év múlva, 1979-ben az MSZMP kizárta soraiból, majd 1980-ban állását is elvesztette.
Egy hónap elteltével Hoffmann Tamás felvette a Néprajzi Múzeumba, ahol 18-19. századi paraszti hagyatéki leltárakat kellett feltárnia. Ekkor talált rá a kisnemesség és a mezővárosok témájára és kezdett el Keszthely társadalomtörténetével foglalkozni. 1983-tól Néprajzi Múzeum tudományos titkára lett és egy ideig a Néprajzi Közleményeket is szerkesztette. Mikor 1990-ben az ELTE BTK Történeti Intézetben megszüntették a Politikai Gazdaságtan Tanszéket, a helyette létrehozott Gazdasági- és Társadalomtörténeti Tanszéken Bácskai Vera lett a tanszékvezető egyetemi tanár, Benda Gyula pedig tudományos főmunkatárs. Így tizenegy évi múzeumi kutatómunka után egészen haláláig egyetemi oktatóként folytatta pályafutását.
Alapító tagja és néhány évig alelnöke is volt a Hajnal István Kör Társadalomtörténeti Egyesületnek.

## Tanári pályafutása

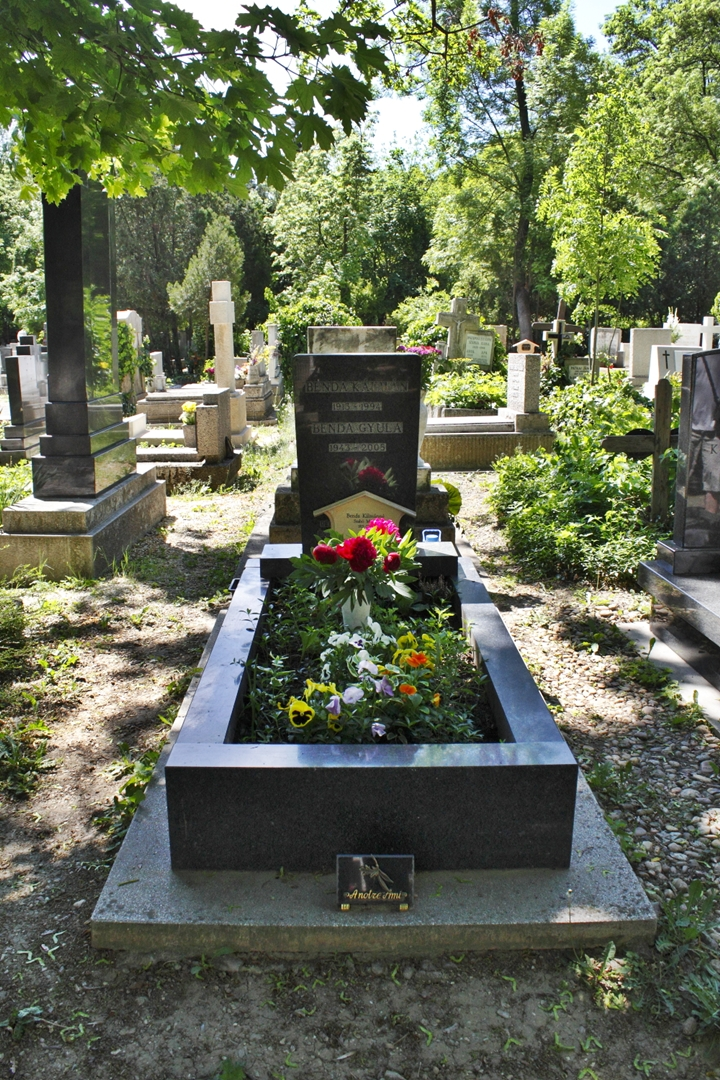
Benda Kálmán és Benda Gyula sírja a Farkasréti temetőben

„Mert a Benda mester volt, abból a kivesző tanárfajtából maradt itt nekünk tegnapig, akinek nem pusztán másfél órából állt a tanítás, hanem minden pillanatában tanár volt, aki kiérdemelte, hogy mester legyen, s mi tanítványként követhessük.”
Először magyar nyelvi lektorként tanított Strasbourgban három évig. Hazatérése után pedig a jogi karon óraadóként három-négy féléven keresztül tudományos szocializmust oktatott. Egyetemi oktatóként nem csak a Gazdasági- és Társadalomtörténeti Tanszéken oktatott, hanem fokozatosan bekapcsolódott az Atelier (Francia-Magyar Doktori Műhely) munkájába is, amelynek interdiszciplináris szemléletének és elméleti-módszertani központú oktatásának kialakításában tevékenyen részt vett.
Emellett tartott órákat az Eötvös Kollégiumban, a Széchenyi István Szakkollégiumban.

## Főbb művei
- Statisztikai adatok a magyar mezőgazdaság történetéhez 1767–1867; Központi Statisztikai Hivatal, Bp., 1973 (Számok és történelem)
- A 16-29 éves fiatalok helyzetének főbb jellemzői; KSH, Bp., 1978 (Társadalomstatisztikai közlemények)
- Dávid Zoltán: A székelyek száma 1567–1992 / Benda Kálmán: Keszthely népessége 1696–1851; KSH Népességtudományi Kutató Intézet, Bp., 1998 (A Központi Statisztikai Hivatal Népességtudományi Kutató Intézetének történeti demográfiai füzetei)
- Tér és történelem. Előadások az Atelier-ben; szerk. Benda Gyula, Szekeres András; L'Harmattan–Atelier, Bp., 2002
- A keszthelyi uradalom 1850 előtti hagyatéki és vagyoni összeírásai I. Keszthely 1711–1820. Bp. Néprajzi Múzeum, 2005 (Fontes Musei Ethnographiae. A Néprajzi Múzeum forráskiadványai)
- A keszthelyi uradalom 1850 előtti hagyatéki és vagyoni összeírásai II. Keszthely 1821–1849. Bp. Néprajzi Múzeum, 2005 (Fontes Musei Ethnographiae. A Néprajzi Múzeum forráskiadványai)
- A keszthelyi uradalom 1850 előtti hagyatéki és vagyoni összeírásai III.: Szőlőhegyek. Bp. Néprajzi Múzeum, 2005 (Fontes Musei Ethnographiae. A Néprajzi Múzeum forráskiadványai)
- Társadalomtörténeti tanulmányok; Osiris, Bp., 2006
- Az Annales. A gazdaság-, társadalom- és művelődéstörténet francia változata; szerk. Benda Gyula, Szekeres András; L'Harmattan–Atelier, Bp., 2007 (Atelier füzetek)
- Zsellérből polgár. Társadalmi változás egy dunántúli kisvárosban. Keszthely társadalma 1740-1849; L'Harmattan, Bp., 2008 (Mikrotörténelem)